# Paranarthrura kurchatovi
Paranarthrura kurchatovi is een naaldkreeftjessoort uit de familie van de Agathotanaidae. De wetenschappelijke naam van de soort is voor het eerst geldig gepubliceerd in 1975 door Kudinova-Pasternak.